# Председнички избори у САД 2024.
Председнички избори у САД 2024. одржани су у уторак 5. новембра 2024. године, а званични резултати Изборничког гласања биће објављени 6. јануара 2025. Према још званично непотврђеним резултатима, али по преносу скоро свих америчких медија, Доналд Трамп из Републиканске странке (САД) је победио Камалу Харис, актуелну потпредседницу Сједињених Америчких Држава из Демократске странке (САД). Поред тога, по први пут од председничких избора 2004, кандидат Републиканске странке је освојио већину бирачког тела. Ово су 60. председнички избори по редоследу, а одржали су се заједно са изборима за сва места Представничког дома, и 33 места, односно око трећине Сената.
На овим изборима су за председника САД из две главне странке, Демократске и Републиканске, су номиновани Камала Харис, потпредседница САД од 2021. до 2025. и Доналд Трамп, 45. председник САД, од 2017. до 2021, тим редом. У великој већини савезних држава се победник знао месецима унапред, док су колебљиве државе на овим изборима биле Висконсин, Мичиген, Пенсилванија, Северна Каролина, Џорџија, Аризона и Невада, у којима је Доналд Трамп тријумфовао.
Ови председнички избори су први који су се одржавали према попису становништва из 2020. године, што значи да су између појединих савезних држава прерасподељени бројеви представника у Представничком дому, што утиче и на број изборника (електора) Изборничког колегијума из тих држава. Тако Тексас и Флорида уместо 38 и 29 изборничких гласова на председничким изборима 2020. сада имају 40 и 30, док су Њујорк и Калифорнија изгубили по 1 глас, а самим тим и по једног представника у Представничком дому. На овим изборима укупно има 538 чланова Изборничког колегијума.
Кандидати из политичких партија се одређују на унутарстраначким изборима такозваним примарним, а они се састоје од кокуса (енгл. caucus) (јавног позиционог гласања), и директног тајног гласања (енгл. primary). Председничке дебате организује Национална комисија за председничке дебате, приватна компанија настала обостраном подршком Демократске и Републиканске странке. Да би неки председнички кандидат учествовао на њима, комисија прописује да он мора да има бар 15% националне подршке, чиме је по неким тумачењима скоро загарантовано да само демократе и републиканци могу да учествују на њима. Поред те две партије, Либертаријанска (Слободарска) и Зелена странка су једине које углавном имају права кандидовања у свих 50 савезних држава, и оне такође организују и своје предизборе и предлажу своје кандидате, али због помало контроверзног правила о улазном прагу за дебате они до сада нису учествовали на њима.
У САД председника грађани не бирају директно, већ то ради Изборнички колегијум. Чланови изборничког колегијума се одређују пре избора, а грађани својим гласом за председника САД на дан избора, који је у уторак 5. новембра 2024, у ствари поручују изборницима (електорима) да у име те савезне државе гласају за одабраног кандидата. Прави избори за председника се одржавају у децембру 2024. када Колегијум заседа и гласа. Целокупни колегијум се не скупља на једном месту, већ се на дан гласања састају у главним градовима својих савезних држава. Сваки изборник има по 2 гласа; један за председника и један за потпредседника. Приликом гласања изборник не мора да гласа за председничког кандидата који је победио у његовој савезној држави, мада у некима постоје законске последице за тај чин, али бар један од његова два гласа мора да буде за кандидата који нема исту државу пребивалишта као изборник. По окончању гласања се гласови шаљу у Вашингтон, где ће на заједничком заседању оба дома Конгреса 6. јануара 2025. бити јавно прочитани и пребројани. У случају успешних избора, инаугурација новоизабраног председника се одржава 20. јануара 2025.
Уколико ниједан председнички кандидат не освоји бар 270 изборничких гласова, онда се без обзира на учинак осталих председничких кандидата он бира у Представничком дому. У том случају за председника гласају државни представници, а кандидат који освоји већину представника из те државе добија 1 глас одатле. У међувремену председник Представничког дома постаје в.д. председника САД. Слично, ако ниједан кандидат за потпредседника не освоји бар 270 изборничких гласова, онда се без обзира на учинак осталих кандидата за потпредседника он бира у Сенату. За разлику од Представничког дома, приликом ових избора се сваки појединачни глас сенатора посебно рачуна.

## Изборни систем
У САД председника грађани не бирају директно, већ то ради Изборнички колегијум. Чланови изборничког колегијума се одређују пре избора, а грађани својим гласом за председника САД на дан избора, који је у уторак 5. новембра 2024, у ствари поручују изборницима (електорима) да у име те савезне државе гласају за одабраног кандидата.
Ови председнички избори су први који се одржавају према попису становништва из 2020. године, што значи да су између појединих савезних држава прерасподељени бројеви представника у Представничком дому, што утиче и на број изборника (електора) Изборничког колегијума из тих држава. Тако Тексас и Флорида уместо 38 и 29 изборничких гласова на председничким изборима 2020. сада имају 40 и 30, док су Њујорк и Калифорнија изгубили по 1 глас, а самим тим и по једног представника у Представничком дому. Попис становништва не утиче на Сенат, који увек има по 2 представника из сваке савезне државе, и на главни град Вашингтон, који на председничким изборима увек има 3 гласа. Изборници не могу да буду ни актуелни Сенатори, ни државни представници, а у једној савезној држави их има укупно онолико колико она даје државних представника и сенатора. Тако Аљаска са једним представником и 2 сенатора има 3 изборничка гласа, а Флорида са 28 представника и 2 сенатора има 30. Од председничких избора 1964. и главни град Вашингтон има право гласа за председника иако није савезна држава, и по уставном амандману увек има најмањи могући број изборника на овим изборима, односно 3. На овим изборима укупно има 538 чланова Изборничког колегијума.
Прави избори за председника се одржавају у децембру 2024. када Колегијум заседа и гласа. Целокупни колегијум се не скупља на једном месту, већ се на дан гласања састају у главним градовима својих савезних држава. Сваки изборник има по 2 гласа; један за председника и један за потпредседника. Приликом гласања изборник не мора да гласа за председничког кандидата који је победио у његовој савезној држави, мада у некима постоје законске последице за тај чин, али бар један од његова два гласа мора да буде за кандидата који нема исту државу пребивалишта као изборник. Због овог закона је Дик Чејни уочи избора 2000. морао да мења пребивалиште из Тексаса у Вајоминг, пошто су пре тога и он и Џорџ В. Буш имали пребивалиште у Тексасу, чиме би свих 32 изборника из те државе морали да гласају за неког другог кандидата или за председника или потпредседника. По окончању гласања се гласови шаљу у Вашингтон, где ће на заједничком заседању оба дома Конгреса 6. јануара 2025. бити јавно прочитани и пребројани. У случају успешних избора, инаугурација новоизабраног председника се одржава 20. јануара 2025.

## Поступак у случају неуспелих избора
Уколико ниједан председнички кандидат не освоји бар 270 изборничких гласова, онда се без обзира на учинак осталих председничких кандидата он бира у Представничком дому, на тзв. продуженим изборима (contingent election). У том случају за председника гласају државни представници, и важи правило једна држава - један глас, односно кандидат који освоји већину представника из те државе добија 1 глас одатле. Гласање је тајно путем листића, а представници морају да гласају за једног од прва 3 кандидата која су остварила најбољи учинак на изборима. Главни град Вашингтон нема право гласања на овим изборима, јер се не сматра државом.  Примера ради, да би председнички кандидат на овај начин освојио поједине државе, довољан му је 1 глас јединог државног представника из Аљаске, и бар 27 од 52 гласа државних представника из Калифорније да би укупно добио 2 државна гласа. Закључно са претходним председничким изборима, ово се десило само једном, и то на председничким изборима 1824. када је одабран Џон Квинси Адамс, који је освојио и мање изашлих грађана, и мање савезних држава од Ендруа Џексона.
Слично, ако ниједан кандидат за потпредседника не освоји бар 270 изборничких гласова, онда се без обзира на учинак осталих кандидата за потпредседника он бира у Сенату. За разлику од Представничког дома, приликом ових избора се сваки појединачни глас сенатора посебно рачуна. Ово се једном десило у историји САД, и тад је одабран првобитни победнички кандидат за потпредседника.

## Позадина

### Процедура
Члан 2 Устава Сједињених Држава каже да особа може да служи као председник, мора да буде рођени држављанин Сједињених Држава, да има најмање 35 година и да има пребивалиште у Сједињеним Државама најмање 14 година. Кандидати за председника обично траже номинацију једне од различитих политичких партија Сједињених Држава, која се додељује кроз процес као што су примарни избори. Примарни избори су обично индиректни избори на којима бирачи гласају за листу партијских делегата који су обећали одређеном кандидату. Делегати странке тада званично предлажу кандидата који ће се кандидовати у име странке. Кандидат за председника обично бира свог кандидата за потпредседника да формира листу те странке, коју потом ратификују делегати на конвенцији странке. Слично томе, општи избори у новембру су такође индиректни избори, на којима бирачи гласају за листу чланова Изборног колегијума; ови електори затим директно бирају председника и потпредседника. Уколико ниједан кандидат не добије минимум 270 електорских гласова потребних за победу на изборима, биће одржани контингентни избори на којима ће Представнички дом изабрати председника од три кандидата који су добили највише електорских гласова, а Сенат ће изабрати потпредседника. од  два кандидата који су добили највише електорских гласова. Председнички избори ће се одржати истовремено са изборима за Представнички дом, изборима за Сенат и разним изборима на државном и локалном нивоу.

### Ефекти пописа 2020.
Избори су били рани предмет пажње аналитичара и коментатора, јер ће то бити први председнички избори у САД који ће се одржати након прерасподеле гласова у Изборном колегијуму Сједињених Држава, који ће уследити након пописа становништва Сједињених Држава 2020. године. Ово прераспоређивање гласова електорског колегијума остаће доследно током избора 2028. Репропорција ће се поново извршити након пописа становништва Сједињених Држава 2030. године. Представнички дом ће прерасподијелити места међу 50 држава на основу резултата пописа из 2020. године, а државе ће провести циклус поновне расподеле 2021. и 2022, где ће конгресни и државни законодавни дистрикти бити поново нацртани. У већини држава, гувернер и законодавно тело државе спроводе преобликовање (иако неке државе имају двопартијске или нестраначке комисије за преуређење). Партија која победи на председничким изборима често доживљава ефекат капута, што помаже другим кандидатима те странке да победе на изборима. 2020. године, иако је њен кандидат Џо Бајден победио на председничким изборима, Демократска странка није променила ниједан државни парламент и заправо је изгубила и законодавни дом Њу Хемпшира и гувернера Монтане. Ово је омогућило Републиканској странци да има контролу над представницима у Њу Хемпширу, што је имало потенцијал да доведе до џеримандеринга који ће остати на снази до пописа 2030, слично пројекту REDMAP након пописа из 2010. године.

### Ограничења рока
Актуелни председник Џо Бајден могао би да тражи поновни избор на други мандат. Бивши председник Доналд Трамп има право да се кандидује за други мандат; ако буде изабран, он би био први председник од Гровера Кливленда који је освојио други неузастопни мандат. Џими Картер такође има право учешћа на овим изборима, пошто је служио само један мандат (1977—81) али се врло вероватно неће кандидовати за њих.

## Републиканска странка
Доналд Трамп, тада актуелни председник, поражен је од Бајдена на изборима 2020. и није ограничен на мандат да се поново кандидује 2024., што га чини петим бившим председником који је тражио други неузастопни мандат. Ако победи, Трамп би био други председник који је освојио неузастопни мандат, после Гровера Кливленда 1892. Трамп је поднео изјаву о кандидатури Федералној изборној комисији (ФЕЦ) 15. новембра 2022. и најавио своју кандидатуру у говор у Мар-а-Лагу истог дана. Трамп се сматра раним кандидатом за републиканску председничку номинацију, након најаве његове кампање за 2024. 15. новембра 2022. Трамп је у марту 2022. најавио да ће, ако се поново кандидује и победи на председничкој номинацији републиканаца, његов бивши потпредседник Мајк Пенс да не буде његов кандидат.
У марту 2023, Трамп је оптужен због тихих исплата новца глумици за одрасле Сторми Данијелс. Трамп је поново оптужен у јуну због руковања поверљивим документима који су садржали материјале осетљиве на националну безбедност. Трамп се изјаснио да није крив по свим оптужбама у вези са овим оптужницама.
Трамп би могао да изгуби право да буде на гласачком листићу у Колораду, пошто је Врховни суд Колорада пресудио у својој одлуци Андерсон против Грисволда из децембра 2023. да је прекршио клаузулу о устанку из 14. амандмана на Устав САД због своје улоге у Сједињеним Државама 6. јануара Напад на Капитол, иако је одлука тренутно одложена. Врховни суд Сједињених Држава пристао је да саслуша Трампову жалбу за случај Колорадо, заказавши усмене расправе за 8. фебруар. Државна секретарка Мејна Шена Белоуз такође је у децембру 2023. пресудила да Трамп не може да се појави на гласачком листићу у Мејну, такође позивајући се на клаузулу о побуни . Одлука је одложена до исхода одлуке Врховног суда у случају Колорадо, према пресуди коју је донела суткиња Врховног суда Михаела Марфи 18. јануара. Марфи је наложио да Белоуз треба да донесе нову одлуку у року од 30 дана од дана када је Врховни суд донео своју одлуку. одлука.
Гувернер Флориде Рон Десантис сматран је главним изазивачем Трампа за републиканску номинацију; прикупио је више средстава за кампању у првој половини 2022. и имао је повољније анкете од Трампа до краја 2022. Десантис је 24. маја 2023. објавио своју кандидатуру на Твитеру у онлајн разговору са извршним директором Твитера Илоном Маском. „Амерички пад није неизбежан – то је избор... Кандидујем се за председника Сједињених Држава да предводим наш велики амерички повратак“, додао је Десантис. У његовој кампањи је наведено да је прикупио милион долара у првом сату након објаве његове кандидатуре. Говорећи за Fox & Friends, изјавио је да ће "уништити левичарство" у Сједињеним Државама. Крајем јула 2023. године, у националном анкетном просеку за републиканске предизборе FiveThirtyEight, Трамп је био 52 одсто, а Десантис 15.
Бивша амбасадорка Уједињених нација Ники Хејли је од тада напредовала и била је на другом месту у Њу Хемпширу, у анкетним просецима које је саставио RealClearPolitics, почетком новембра 2023.
Након кокуса у Ајови, на којима је Трамп забележио убедљиву победу, Десантис и бизнисмен Вивек Рамасвами су се повукли из трке и подржали Трампа, остављајући бившег председника и Ники Хејли, бившу гувернерку Јужне Каролине која је служила у Трамповом кабинету, као једине преостале главне кандидате. Трамп је наставио да побеђује у сва четири кокуса и предизбора за превремено гласање, док се Хејлијева кампања борила да добије замах. Дана 6. марта 2024, дан након што је победила на само једном од петнаест на првом месту у Супер уторак, Хејли је суспендовала своју кампању. Трамп је постао једини преостали главни кандидат за републиканску председничку номинацију, чиме је постао претпостављени кандидат.
Трамп је 12. марта 2024. званично постао претпостављени републикански кандидат.
Трамп је 15. јула 2024. званично објавио да ће сенатор Џеј Ди Венс бити његов потпредседник. Трамп је преживео покушај убиства неколико дана раније са прострелном раном у уху.

### Номинован
| Републиканска номинација 2024.                     |                                      |
| Доналд Трамп                                       | Џеј Ди Венс                          |
| за председника                                     | за потпредседника                    |
|                                                    |                                      |
| Председник Сједињених Америчких Држава (2017–2021) | Сенатор САД из Охаја (2023–тренутно) |
| Кампања                                            |                                      |
|                                                    |                                      |

### Одустали кандидати
Следећи кандидати су одустали; добили су значајну медијску покривеност; су или су били изабрани на главне јавне функције као што су председник, потпредседник, гувернер, амерички сенатор или представник САД; или су укључени у најмање пет националних анкета.
| Кандидати у овој секцији сортирани су по обрнутом датуму повлачења са предизбора |                                                   |                                               |                                                          |                                                |                                             |
| Ники Хејли                                                                       | Рон Десантис                                      | Аса Хачинсон                                  | Вивек Рамасвами                                          | Крис Кристи                                    | Даг Бургум                                  |
|                                                                                  |                                                   |                                               |                                                          |                                                |                                             |
| Амбасадор за Уједињене нације (2017−2018)                                        | Гувернер Флориде (2019−тренутно)                  | Гувернер Арканзаса (2015−2023)                | Извршни директор Strive Asset Менеџмента (2022−тренутно) | Гувернер Њу Џерзија (2010−2018)                | Гувернер Северне Дакоте (2016−тренутно)     |
| Кампања14. фебруар 2023. Кам                                                     |                                                   |                                               |                                                          |                                                |                                             |
| П: 6. март 2024. 4.381.799 гласова 97 делегата                                   | П: 21. јануар 2024. 353.615 гласова 9 делегата    | П: 16. јануар 2024. 22.044 гласова 0 делегата | П: 15. јануар 2024. 96.954 гласова 3 делегата            | П: 10. јануар 2024. 139.541 гласова 0 делегата | П: 4. децембар 2023. 502 гласова 0 делегата |
| [ 13 ]                                                                           | [ 14 ]                                            | [ 15 ]                                        | [ 16 ]                                                   | [ 17 ]                                         | [ 18 ]                                      |
| Тим Скот                                                                         | Мајк Пенс                                         | Лери Елдер                                    | Пери Џонсон                                              | Вил Херд                                       | Францис Суарез                              |
|                                                                                  |                                                   |                                               |                                                          |                                                |                                             |
| Сенатор из Јужне Каролине (2013−тренутно)                                        | бивши потпредседник Сједињених Држава (2017–2021) | Кандидат за гувернера Калифорније 2021.       | Оснивач „Пери Џонсон регистри инц''                      | Члан Представничког дома из ТКС-23 (2016–2021) | Градоначелник Мајамија (2017–тренутно)      |
|                                                                                  |                                                   |                                               |                                                          |                                                |                                             |
| П: 12. новембар 2023. 1.598 гласова 0 делегата                                   | П: 28. октобар 2023. 404 гласова 0 делегата       | П: 26. октобар 2023. 0 гласова 0 делегата     | П: 20. октобар 2023. 4.051 гласова 0 делегата            | П: 9. октобар 2023. 0 гласова 0 делегата       | П: 29. август 2023. 0 гласова 0 делегата    |
| [ 19 ]                                                                           | [ 20 ]                                            | [ 21 ]                                        | [ 22 ]                                                   | [ 23 ]                                         | [ 24 ]                                      |

## Демократска странка
Председник Џо Бајден је 25. априла 2023. најавио да се кандидује за реизбор, задржавши потпредседницу Камалу Харис као своју потпредседницу. Сходно томе, републиканци су појачали своје критике Харис откако је Бајден изјавио да намерава да се кандидује. Током касне 2021. године, пошто се Бајден суочавао са ниским рејтингом одобравања, спекулисало се да неће тражити реизбор, а неке истакнуте демократе (представници Керолин Малони, Тим Рајан и бивши представник Џо Канингем) јавно су позвали Бајдена да се не кандидује. Поред Бајденове непопуларности, многи су забринути због његових година; био је најстарија особа која је ступила на дужност са 78 година, а на крају свог првог мандата имаће 82 године. Ако буде поново изабран, на крају свог другог мандата имао би 86 година. Према анкети NBC објављеној у априлу 2023., 70 одсто Американаца — укључујући 51 одсто демократа — верује да Бајден не би требало да се кандидује за други мандат. Скоро половина је рекла да је то због његових година. Према просеку националних анкета FiveThirtyEight, Бајденов тренутни рејтинг одобравања је 38 одсто, док 56 одсто не одобрава. Постојале су и спекулације да би се Бајден могао суочити са примарним изазовом од стране члана прогресивне фракције Демократске странке. Након што су демократе надмашиле очекивања на изборима на средини мандата 2022. године, многи су веровали да су се повећале шансе да ће се Бајден кандидовати и добити номинацију своје странке.
Ауторка Меријен Вилијамсон објавила је своју кандидатуру у фебруару 2023, пре него што је Бајден најавио сопствену кандидатуру за реизбор. Вилијамсон је раније тражио демократску председничку номинацију 2020. У априлу 2023, Роберт Ф. Кенеди мл. објавио је своју кандидатуру за номинацију. Члан породице Кенеди, он је адвокат за животну средину и промовише теорије завере. Кенеди је 9. октобра 2023. најавио да ће напустити демократске предизборе и да ће се уместо тога кандидовати као независни кандидат. Представник Дин Филипс најавио је трку против Бајдена 26. октобра.
Филипс је 6. марта 2024. суспендовао своју кампању пошто није успео да победи у предизборима претходне ноћи у Супер уторак. Бајден, Палмер и Вилијамсон остају једини главни кандидати за демократску председничку номинацију.
Дана 12. марта 2024, Бајден је званично постао претпостављени демократски кандидат.
Дана 21. јула 2024, Бајден се обратио јавности на свом налогу на друштвеној мрежи Twitter и званично саопштио своје повлачење из трке за ре-избор и тим путем је подржао своју потпредседницу Камалу Харис.
Због забринутости у вези са роковима за гласање у Охају, партија је одржала виртуелно гласање делегата за избор кандидата странке пре њихове личне конвенције, на којој је Харис обезбедила већину гласова делегата 2. августа. Харис је обезбедио номинацију након што је гласање затворено 5. августа.

### Номинован
| Демократска номинација 2024.                               |                                    |
| Камала Харис                                               | Тим Волз                           |
| за председницу                                             | за потпредседника                  |
|                                                            |                                    |
| 49. Потпредседница Сједињених Америчких Држава (2021–2025) | 41. Гувернер Минесоте (2019–данас) |
| Кампања                                                    |                                    |
|                                                            |                                    |

### Остали кандидати
| Кандидати у овој секцији сортирани су по обрнутом датуму повлачења са предизбора |                                                    |                                            |                                                   |                                            |
| Меријен Вилијамсон                                                               | Џо Бајден                                          | Џејсон Палмер                              | Дин Филипс                                        | Роберт Ф. Кенеди мл.                       |
|                                                                                  |                                                    |                                            |                                                   |                                            |
| Аутор                                                                            | Председник САД (2021−тренутно)                     | Капиталиста                                | Члан Представничког дома из МН-03 (2019−тренутно) | Правник заштите животне средине            |
|                                                                                  |                                                    |                                            |                                                   |                                            |
| П: 29. јул 2024. 471.761 гласова 0 делегата                                      | П: 21. јул 2024. 14.465.519 гласова 3.905 делегата | П: 15. мај 2024. 20.975 гласова 3 делегата | П: 6. март 2024. 529.644 гласова 4 делегата       | П: 9. октобар 2023. 439 гласова 0 делегата |
| [ 30 ]                                                                           | [ 31 ]                                             | [ 32 ]                                     | [ 33 ]                                            | [ 34 ]                                     |

## Остали кандидати
- Чејс Оливер
Либертаријанска странка
- Џил Стајн
Зелена странка

### Одустали кандидати
Независни кандидат Роберт Ф. Кенеди Млађи је 23. августа 2024. године одустао од кандидатуре и дао своју подршку Доналду Трампу.
- Роберт Ф. Кенеди Млађи (Независан)

## Резултати
| Кандидат             | Странка                 | Гласови     | Гласови  | Изборници |
| Кандидат             | Странка                 | Број        | Проценат | Изборници |
| -------------------- | ----------------------- | ----------- | -------- | --------- |
| Доналд Трамп         | Републиканска странка   | 77.302.580  | 49,80%   | 312       |
| Камала Харис         | Демократска странка     | 75.017.613  | 48,32%   | 226       |
| Џил Стајн            | Зелена странка          | 862.049     | 0,56%    | 0         |
| Роберт Ф. Кенеди Мл. | Независан               | 756.393     | 0,49%    | 0         |
| Чејс Оливер          | Либертаријанска странка | 650.126     | 0,42%    | 0         |
| Остали кандидати     | Остали кандидати        | 649.541     | 0,42%    | 0         |
| укупно               | укупно                  | 155.238.302 | 100%     | 538       |

### Званичне објаве владе САД
- „Electoral College” [Изборни колегијум]. usa.gov (на језику: енглески). Приступљено 5. јануар 2024.
- „Overview of the presidential election process” [Преглед поступка за председничке изборе]. usa.gov (на језику: енглески). Приступљено 5. јануар 2024.
- „Overview of the presidential election process” [Редослед председничког наслеђивања]. usa.gov (на језику: енглески). Приступљено 5. јануар 2024.
- Thomas N. Heale (6. октобар 2020). Contingent Election of the President and Vice President by Congress: Perspectives and Contemporary Analysis [Продужени избори за председника и потпредседника од стране Конгреса: перспективе и савремена анализа] (Извештај) (на језику: енглески). Конгрес САД. Приступљено 8. јануар 2024.

### Интернет странице изборних и законодавних организација у САД
- „Voter ID Laws” [Закони о гласању са личним документима]. ncsl.org (на језику: енглески). Приступљено 8. јануар 2024.
- „Voter Verification Without ID Documents” [Провера бирача без личних докумената]. ncsl.org (на језику: енглески). Приступљено 8. јануар 2024.